# Kopis

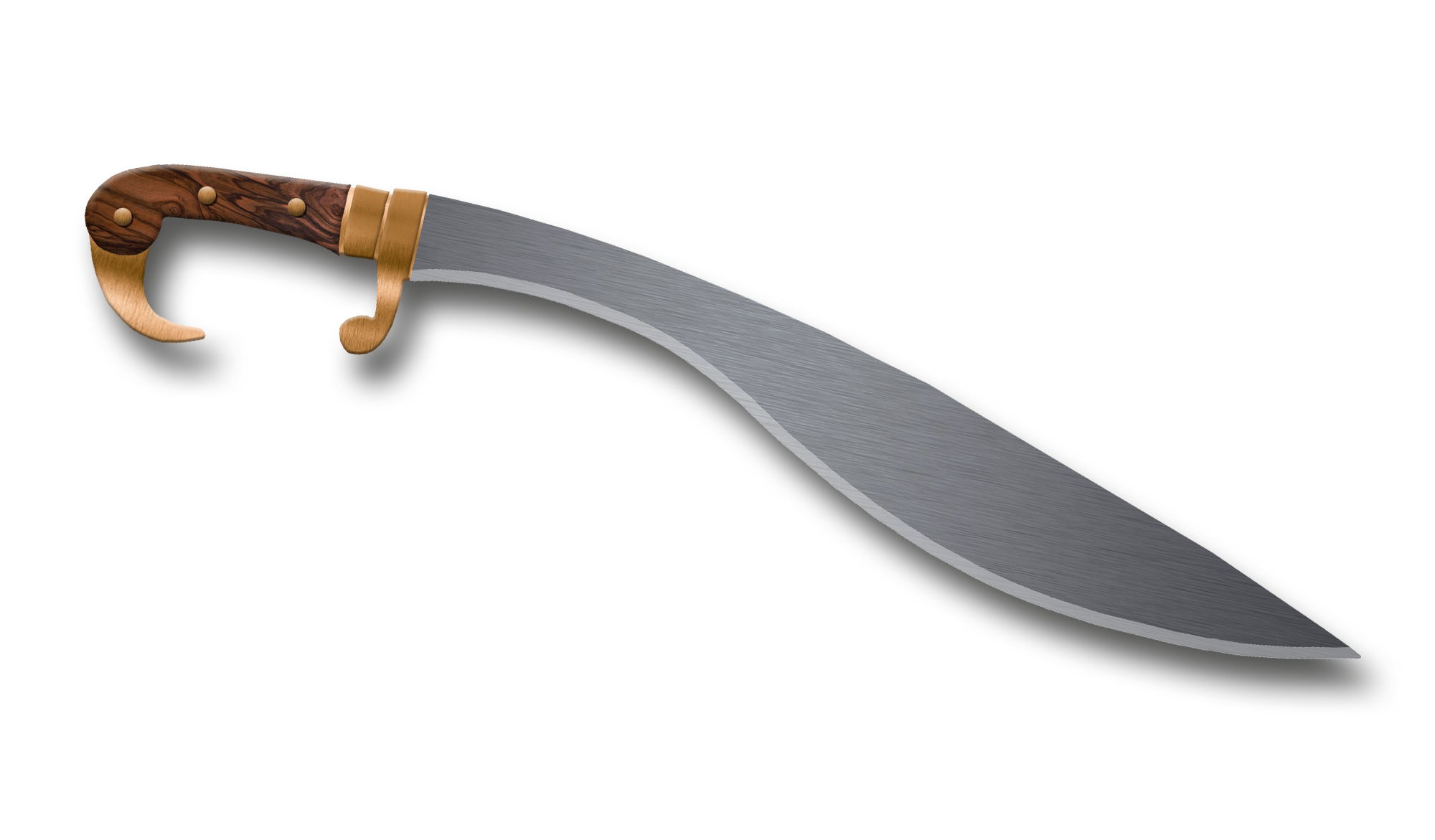
Illustration d'un kopis.

Le kopis (en grec ancien κοπίς / Kopis) est un glaive à lame courbe utilisé en Grèce antique. Le nom serait dérivé du grec ancien κόπτω  / kopô qui signifie « couper », « frapper ». Une étymologie alternative fait dériver le terme du khépesh égyptien. Il ressemble au croisement entre une épée et un long couteau. Il a une apparence proche du falcata qui est contemporain ; il est parfois comparé au khukuri. 

## Caractéristiques
Cette arme permet de frapper d'estoc et de taille. Le tranchant situé à l'intérieur de la lame augmente l'efficacité des attaques de tailles, ce qui rend cette arme particulièrement brutale car on s'en sert à la façon d'un fendoir. La longueur totale de l'arme est d'environ 66 cm. Les kopis macédoniens sont plus petits et mesurent environ 48 cm. 
Le kopis est très employé dans la cavalerie macédonienne, notamment chez les Compagnons. Il n'est pas utilisé par les phalangites à cause des possibilités de mouvements limitées au sein de cette formation. Les phalangites et les hoplites privilégient le xiphos, plus court.